# Perlesta cranshawi
Perlesta cranshawi és una espècie d'insecte plecòpter pertanyent a la família dels pèrlids.

## Etimologia
El seu nom científic honora la figura del Dr. Whitney Cranshaw.

## Descripció
- El mascle és de color groc pàl·lid (llevat d'una taca marró quadrangular sobre els ocels), les ales anteriors fan entre 8 i 9 mm de llargària, les ales són hialines i la nervadura és marró.
- Les ales anteriors de la femella fan 9-11 mm de llargada.[5]

## Reproducció
Els ous són ovals.

## Distribució geogràfica
Es troba a Nord-amèrica: Virgínia.